# 어서와 자파리 파크에
「어서와 자파리 파크에」는 동물 비스킷즈×PPP의 노래이다. 오이시 마사요시가 작사, 작곡, 편곡을 담당했다. 애니메이션 케모노 프렌즈의 주제가이다.

## 수록록
| #            | 제목                                | 작사·작곡       | 재생 시간 |
| ------------ | ----------------------------------- | --------------- | --------- |
| 1.           | 〈어서와 자파리 파크에〉            | 오이시 마사요시 | 3:24      |
| 2.           | 〈하늘 드리머〉                     | halyosy         | 3:08      |
| 3.           | 〈어서와 자파리 파크에 (PPP ver.)〉 | 오이시 마사요시 | 3:26      |
| 4.           | 〈하늘 드리머 -off vocal ver.-〉    |                 | 3:09      |
| 5.           | 〈PPP 캐스트 메시지〉               |                 | 9:09      |
| 총 재생 시간 | 총 재생 시간                        | 총 재생 시간    | 22:16     |

| #            | 제목                                      | 작사·작곡       | 재생 시간 |
| ------------ | ----------------------------------------- | --------------- | --------- |
| 1.           | 〈어서와 자파리 파크에〉                  | 오이시 마사요시 | 3:24      |
| 2.           | 〈하늘 드리머〉                           | halyosy         | 3:09      |
| 3.           | 〈어서와 자파리 파크에 -off vocal ver.-〉 | 오이시 마사요시 | 3:26      |
| 4.           | 〈동물 비스킷즈 캐스트 메시지〉           |                 | 9:53      |
| 총 재생 시간 | 총 재생 시간                              | 총 재생 시간    | 19:52     |

## 차트 성적
| 차트 (2017년)      | 최고 |
| ------------------ | ---- |
| 오리콘             | 18   |
| 재팬 핫 100        | 6    |
| 재팬 핫 애니메이션 | 2    |
| 재판 핫 싱글 판매  | 21   |
| 타워 레코드 싱글   | 14   |

### 내용주
1. ↑  라쿤(오노 사키), 서벌(오자키 유카), 사막여우(모토미야 카나)로 이뤄진 성우 유닛이다.
2. ↑   바위뛰기펭귄(아이바 아이나), 훔볼트펭귄(치쿠타 이쿠코), 로열펭귄(사사키 미코이), 황제펭귄(네모토 루카), 젠투펭귄(타무라 쿄카)로 이뤄진 성우 유닛이다.

### 참고주
1. ↑  PPP만 해당.
2. 1 2  “ようこそジャパリパークへ［CD+グッズ］＜初回限定盤＞”. タワーレコード. 2017년 3월 30일에 확인함.
3. ↑  “ようこそジャパリパークへ＜通常盤＞”. タワーレコード. 2017년 3월 30일에 확인함.
4. ↑  “ようこそジャパリパークへ(初回限定盤)”. 《ORICON STYLE》. オリコン. 2017년 3월 29일에 확인함.
5. ↑  “ようこそジャパリパークへ / どうぶつビスケッツ×PPP | CHART insight”. 《Billboard JAPAN》. 阪神コンテンツリンク. 2017년 12월 30일에 확인함.
6. ↑  “ようこそジャパリパークへ / どうぶつビスケッツ×PPP | CHART insight”. 《Billboard JAPAN》. 阪神コンテンツリンク. 2017년 4월 5일에 확인함.
7. ↑  “Billboard Japan Hot Singles Sales 2017/03/20 付け”. 《Billboard JAPAN》. 阪神コンテンツリンク. 2017년 3월 29일에 확인함.
8. ↑  “「けものフレンズ」～ようこそジャパリパークへ / どうぶつビスケッツ×PPP(ペパプ)”. 《CDJournal》. 音楽出版社. 2017년 4월 5일에 확인함.